# Salmourão
Salmourão é um município brasileiro do estado de São Paulo. A população estimada em 2024 pelo IBGE era de 4.883 habitantes.

## Toponímia
A origem do nome se dá pela formação do solo do município, constituído a partir da decomposição de rochas graníticas e gnaisses claros, conhecido como "massapé" ou "salmourão".

## História
O povoamento da região iniciou-se após 1940, com o desbravamento da mata, organizado pela família de Max Wirth, estando entre os primeiros colonizadores, Joaquim Costa, Joaquim Pereira, Adriano Dezuani, Manoel José do Nascimento, Fidelis Franco Maioli e Antônio Xavier da Silva. A primitiva sede do Distrito de Salmourão foi localizada no povoado de Massapé, com terras desmembradas do município de Osvaldo Cruz. Em 1959, Salmourão conquistou sua autonomia.

### Formação territorial-administrativa
Histórico da formação do município:
- Distrito criado com a denominação de Salmourão no município de Osvaldo Cruz, pela Lei nº 233, de 24/12/1948.
- Município criado pela Lei nº 5.285, de 18/02/1959. Instalado em 1º de janeiro de 1960.

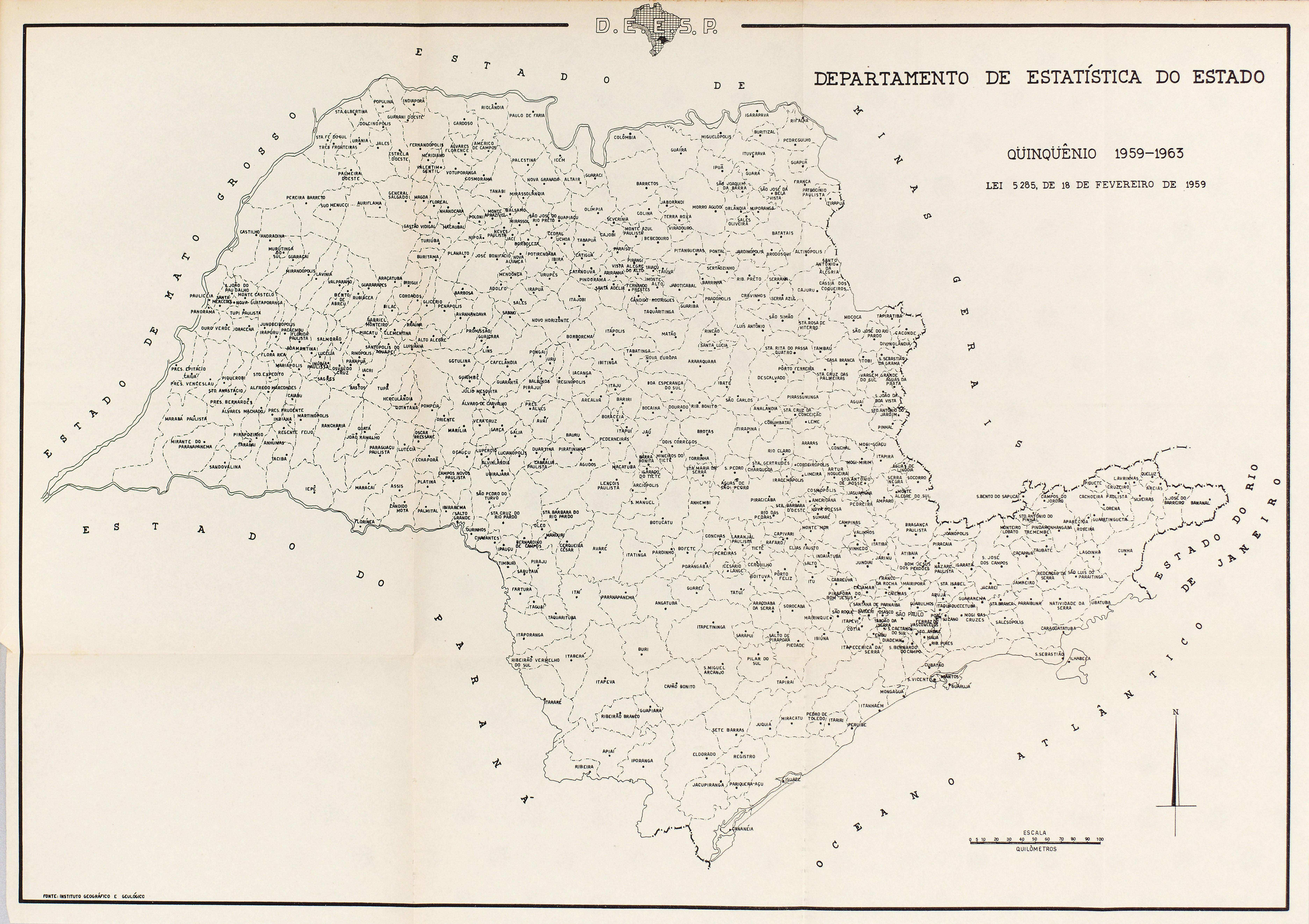
Estado de São Paulo (1959).

## Geografia
Localiza-se a uma latitude 21º37'27" sul e a uma longitude 50º51'38" oeste, estando a uma altitude de 461 metros.

## Demografia

### População
| Crescimento populacional                             | Crescimento populacional | Crescimento populacional | Crescimento populacional |
| Ano                                                  | População Total          |                          | %±                       |
| ---------------------------------------------------- | ------------------------ | ------------------------ | ------------------------ |
| 1970                                                 | 4 954                    |                          | —                        |
| 1980                                                 | 4 778                    |                          | −3,6%                    |
| 1991                                                 | 4 462                    |                          | −6,6%                    |
| 2000                                                 | 4 401                    |                          | −1,4%                    |
| 2010                                                 | 4 818                    |                          | 9,5%                     |
| 2022                                                 | 4 808                    |                          | −0,2%                    |
| Est. 2024                                            | 4 883                    | [ 8 ]                    | 1,6%                     |
| Fontes: Censos Demográficos IBGE e Estimativas SEADE |                          |                          |                          |

### Dados demográficos
Dados do Censo -2010
População total: 4.818
- Urbana:4321 habitantes
- Rural:497  habitantes
- Homens: 2.477
- Mulheres:  2.341

População total (estimativa IBGE/2014): 5.116
Densidade demográfica (hab./km²): 25,48
Mortalidade infantil até 1 ano (por mil): 18,17
Expectativa de vida (anos): 70,03
Taxa de fecundidade (filhos por mulher): 2,26
Taxa de alfabetização: 81,52%
Índice de Desenvolvimento Humano (IDH-M): 0,719
- IDH-M Renda: 0,650
- IDH-M Longevidade: 0,751
- IDH-M Educação: 0,801

(Fonte: IPEADATA)

## Infraestrutura

### Comunicações
O sistema de telefones automáticos foi inaugurado na cidade em 1977 pela Telecomunicações de São Paulo (TELESP), que também implantou o sistema de discagem direta à distância (DDD) em 1988 com o código de área (0189). Anteriormente a cidade era atendida pela Companhia de Telecomunicações do Estado de São Paulo (COTESP).
Na década de 90 o código DDD da cidade foi alterado para (018), para padronização do sistema telefônico com a telefonia celular que estava sendo implantada em todo o estado.

## Cultura e lazer

### Esportes
O Salmourão Esporte Clube, criado no ano de 1953, é a principal referência futebolística local.

## Religião
O Cristianismo se faz presente na cidade da seguinte forma:

### Igreja Católica
- A igreja faz parte da Diocese de Marília.[18]

### Igrejas Evangélicas
Entre as igrejas protestantes históricas, pentecostais e neopentecostais, encontram-se na cidade:
- Assembleia de Deus Ministério do Belém.[21][22]
- Congregação Cristã no Brasil.[23]
- Igreja Batista